# TeenNick
 (juillet 2025).
- Si vous ne connaissez pas le sujet, laissez ce bandeau (vous pouvez alors contacter les auteurs).
- Si vous supprimez le contenu mis en cause (vous pouvez préalablement contacter les auteurs),

argumentez précisément cette suppression dans la page de discussion
(un manque de référence n'est pas un argument ; une recherche réelle de référence doit avoir été effectuée, être formellement documentée).
 (mai 2021).
Si vous disposez d'ouvrages ou d'articles de référence ou si vous connaissez des sites web de qualité traitant du thème abordé ici, merci de compléter l'article en donnant les références utiles à sa vérifiabilité et en les liant à la section « Notes et références ».
TeenNick est une chaîne de télévision spécialisée américaine destinée aux adolescents de 13 à 19 ans appartenant à Viacom.

## Histoire
Noggin a été créée sous la forme d'une coentreprise entre Nickelodeon (groupe Viacom) et le Children's Television Workshop (l'actuel Sesame Workshop). CTW s'est désengagé de la société en 2002 mais continue à produire des programmes pour la chaîne. Parmi ces productions, on peut citer Play with Me Sesame, une émission interactive basée sur les personnages de 1, rue Sésame[réf. nécessaire].
Le 24 février 2009, Nickelodeon annonce le renommage pour le 30 septembre 2009 de la chaîne Noggin en Nick Jr. et « The N » en TeenNick[réf. nécessaire].
Le 4 décembre 2015 TeenNick commence sa diffusion en version italienne ais cette même chaîne disparaît le 2 mai 2020.

## Déclinaisons
| Régions | Nom de la chaîne | Création          | Disparition     |
| ------- | ---------------- | ----------------- | --------------- |
| France  | Nickelodeon Teen | 19 novembre 2014  | 15 juillet 2025 |
| Inde    | TeenNick         | 21 novembre 2012  |                 |
| Italie  | TeenNick         | 15 décembre 2015  | 2 mai 2020      |
| Mexique | TeenNick         | 14 septembre 2020 |                 |
| Hongrie | TeenNick         | 12 janvier 2021   |                 |